# Pseudis minuta
Pseudis minuta é uma espécie de anfíbio da família Hylidae. Pode ser encontrada na Argentina, Uruguai e Brasil.